# Canton de Ploubalay
Le canton de Ploubalay est une ancienne division administrative française, située dans le département des Côtes-d'Armor et la région Bretagne.

## Composition
Le canton de Ploubalay regroupait les communes suivantes :
- Lancieux ;
- Langrolay-sur-Rance ;
- Pleslin-Trigavou ;
- Plessix-Balisson ;
- Ploubalay ;
- Saint-Jacut-de-la-Mer ;
- Trégon ;
- Tréméreuc.

## Démographie
| 1962  | 1968  | 1975  | 1982  | 1990  | 1999  | 2006  | 2011   | 2012   |
| ----- | ----- | ----- | ----- | ----- | ----- | ----- | ------ | ------ |
| 7 893 | 7 730 | 7 708 | 8 179 | 8 703 | 9 015 | 9 736 | 10 439 | 10 518 |

## Représentation

### Conseillers généraux de 1833 à 2015
De 1833 à 1848, les cantons de Matignon et de Ploubalay avaient le même conseiller général. Le nombre de conseillers généraux par département était limité à 30.
| Période | Période                   | Identité                                         | Étiquette    | Qualité |
| ------- | ------------------------- | ------------------------------------------------ | ------------ | --- |
| 1833    | 1837                      | Pierre Levavasseur                               |              | Maire de Matignon |
| 1837    | 1839 (décès)              | François Le Restif de la Motte-Colas (1757-1839) |              | Propriétaire à Pléboulle |
| 1839    | 1889                      | Napoléon-Pierre Homéry (1806-1892)               | Républicain  | Notaire, maire de Ploubalay |
| 1889    | 1895                      | Jean Buot                                        | Droite       | Cultivateur, maire de Ploubalay |
| 1895    | 1902 (décès)              | Albert Jacquemin                                 | Républicain  | Avocat Député (1889-1902) Président du Conseil Général |
| 1903    | 1907                      | Henri Hita de Nercy                              | Conservateur | Propriétaire Maire de Saint-Jacut-de-la-Mer (1896-1931) |
| 1907    | 1941 (démission d'office) | Jean-Baptiste Le Monnier (1877-1956)             | Rad.         | Médecin Maire de Ploubalay (1925-1941) Révoqué par le Gouvernement de Vichy |
|         |                           |                                                  |              | |
| 1945    | 1973                      | Ernest Rouxel                                    | DVD-PDM      | Cultivateur - Suppléant du député René Pléven (1958-1969) Député (1969-1973) Maire de Ploubalay (1941-1944 et 1945-1983)                                                                                     |
| 1973    | 2015                      | Charles Josselin                                 | PS           | Economiste - Ministre Député (1973-1978) et (1981-1997) Député au Parlement Européen (1979-1981) Sénateur (2006-2008) Maire, puis Maire-Adjoint de Pleslin-Trigavou Président du Conseil Général (1976-1997) |

### Conseillers d'arrondissement (de 1833 à 1940)
| Période                                  | Période      | Identité                        | Étiquette | Qualité |
| ---------------------------------------- | ------------ | ------------------------------- | --------- | --- |
| 1833                                     | 1845         | Jacques Le Moine                |           | Maire de Pleslin                                                                                            |
| 1845                                     | 1848         | Théodore de Gratien (1796-1876) |           | Propriétaire à Ploubalay                                                                                    |
|                                          |              |                                 |           | |
| av.1856                                  | 1867         | Jean-Baptiste Dubois            |           | Propriétaire, maire de Ploubalay (1848-1854), juge de paix                                                  |
| 1867                                     |              | Jacques Le Moine                |           | Vétérinaire à Pleslin                                                                                       |
|                                          |              |                                 |           | |
|                                          | 1899 (décès) | Jean-Marie Josselin             |           | Propriétaire à Trigavou                                                                                     |
|                                          |              |                                 |           | |
| 1904                                     | 1907 (décès) | Amateur Josselin                | Libéral   | Cultivateur, conseiller municipal de Trigavou                                                               |
| 1907                                     | 1910         | François Josselin               | Libéral   | Propriétaire à Lancieux                                                                                     |
| 1910                                     | 1919         | Henri Brisebarre                | Radical   | Conseiller municipal de Dinan                                                                               |
| 1919                                     | 1940         | Jean Pambrun                    | Radical   | Instituteur honoraire, maire de Tréméreuc                                                                   |
| 1940                                     |              |                                 |           | Les conseils d'arrondissement ont été suspendus par la loi du 12 octobre 1940 et n'ont jamais été réactivés |
| Les données manquantes sont à compléter. |              |                                 |           | |